# Groote Schuur
Pour l'hôpital, voir Groote Schuur Hospital.
Groote Schuur ([ɣroːtə sxyːr] « grande grange » en néerlandais), est un domaine situé dans la ville du Cap, en Afrique du Sud, à Rondebosch, sur les pentes du Devil's Peak, en dessous de la montagne de la Table. 
Le bâtiment de résidence est de style Cape Dutch.

## Historique
En 1657, le domaine est la propriété de la Compagnie néerlandaise des Indes orientales qui l'utilise notamment comme grenier à grain. Plus tard, la ferme et ses terres sont vendues à des propriétaires privés. En 1878, Groote Schuur est acheté par Hester Anna van der Byl, membre de l'éminente famille Van der Byl/Coetsee, d'origine huguenote. En 1891, Cecil Rhodes en est locataire. Il l'achète en 1893, au prix de 60 000 £ et la fait rénover par l'architecte Herbert Baker.

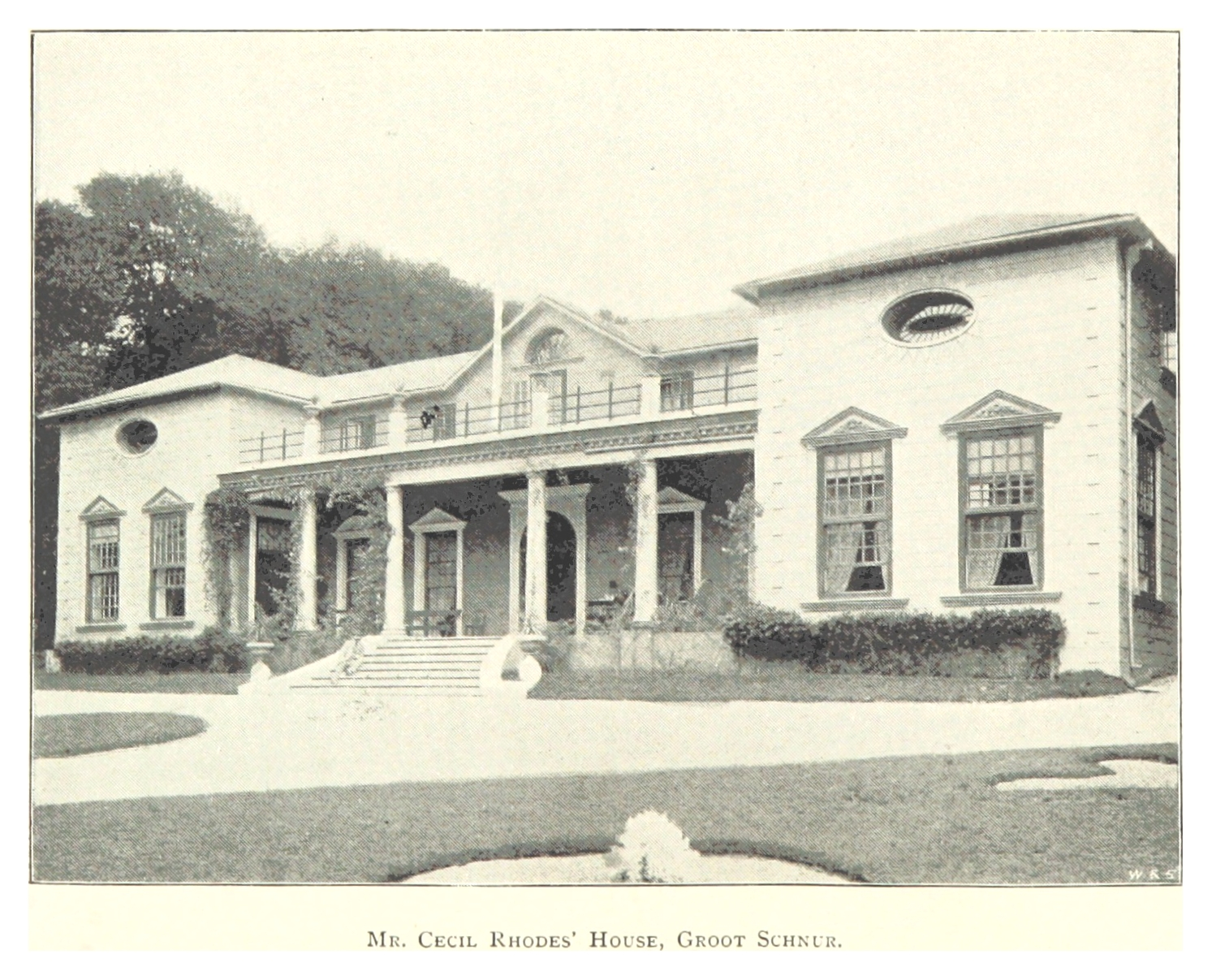
Groote Schuur en 1896.

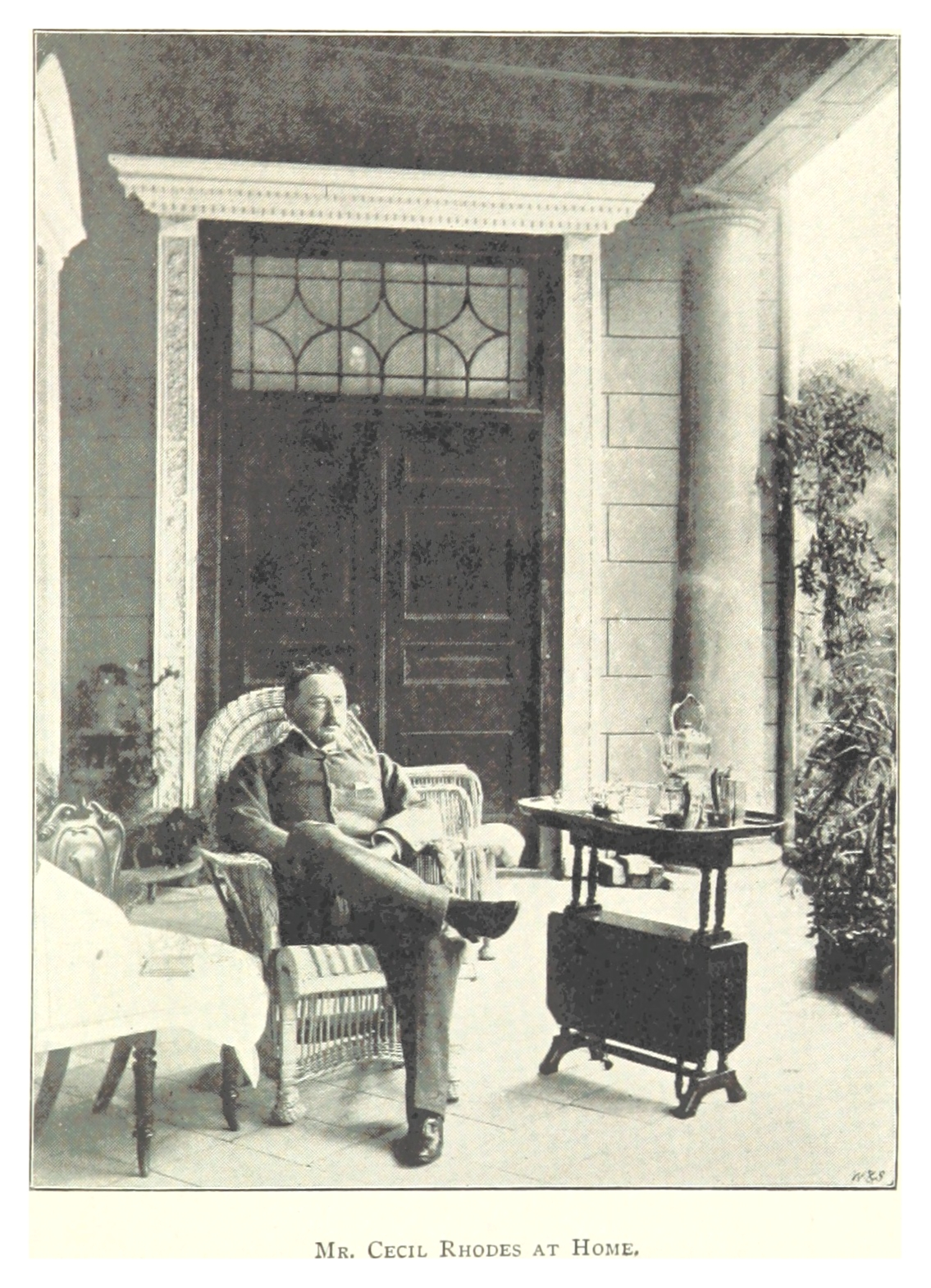
Cecil Rhodes à Groote Schuur.

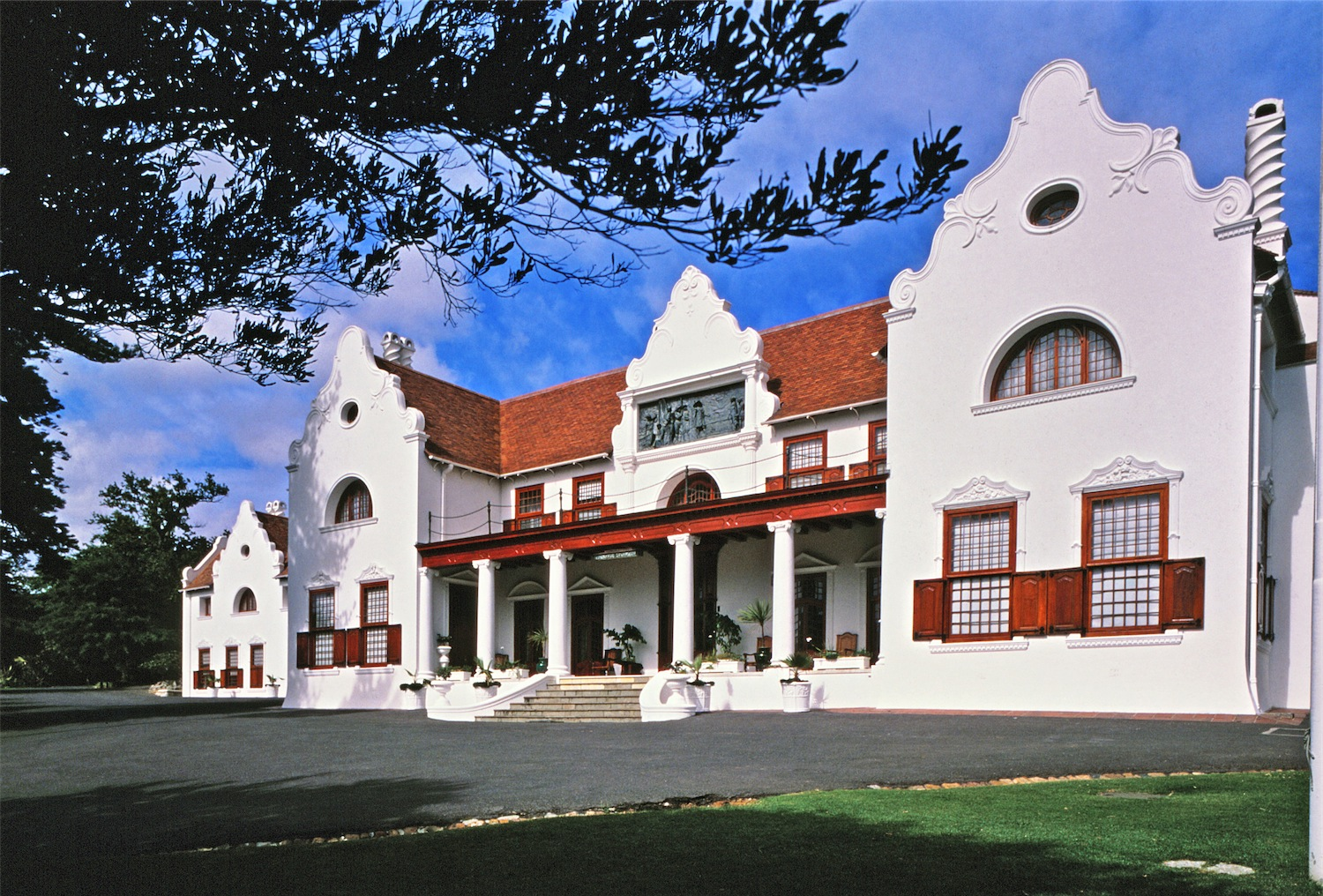
Façade avant de Groote Schuur.

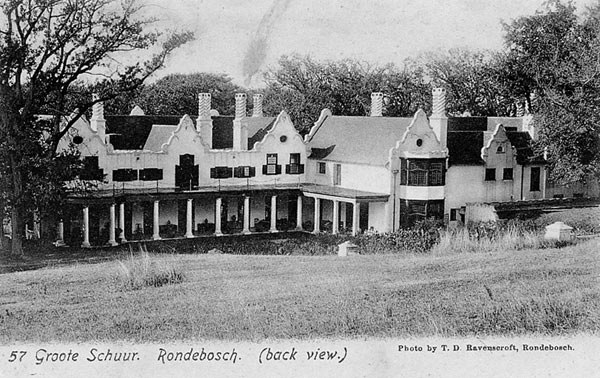
Vue sur la façade arrière de Groote Schuur vers 1905.

Après un incendie en 1896, il ne reste presque rien de la demeure originelle. Les toits traditionnels en chaume sont remplacés par des couvertures en ardoises galloises, plus solides. Rhodes, détestant les fabrications industrielles, telles les charnières de fenêtres, les fait remplacer par des pièces en bronze ou laiton coulé. Quoique sans instructions précises, Baker remplace la façade de la maison, ajoute une longue galerie à l'arrière et construit une nouvelle aile, qui comporte une salle de billard et une chambre de maître au second étage, dotée d'une grande baie vitrée donnant sur Devil's Peak. Il ajoute aussi un grand hall avec une cheminée monumentale.
Baker joue aussi un rôle important dans l'agencement intérieur de la maison. Après l'avoir d'abord aménagée avec du matériel moderne venu de Londres, Rhodes, influencé par Baker, se convertit au style Cape Dutch, plus traditionnel. Cela marque les débuts de la collection d'objets coloniaux de Cecil Rhodes.

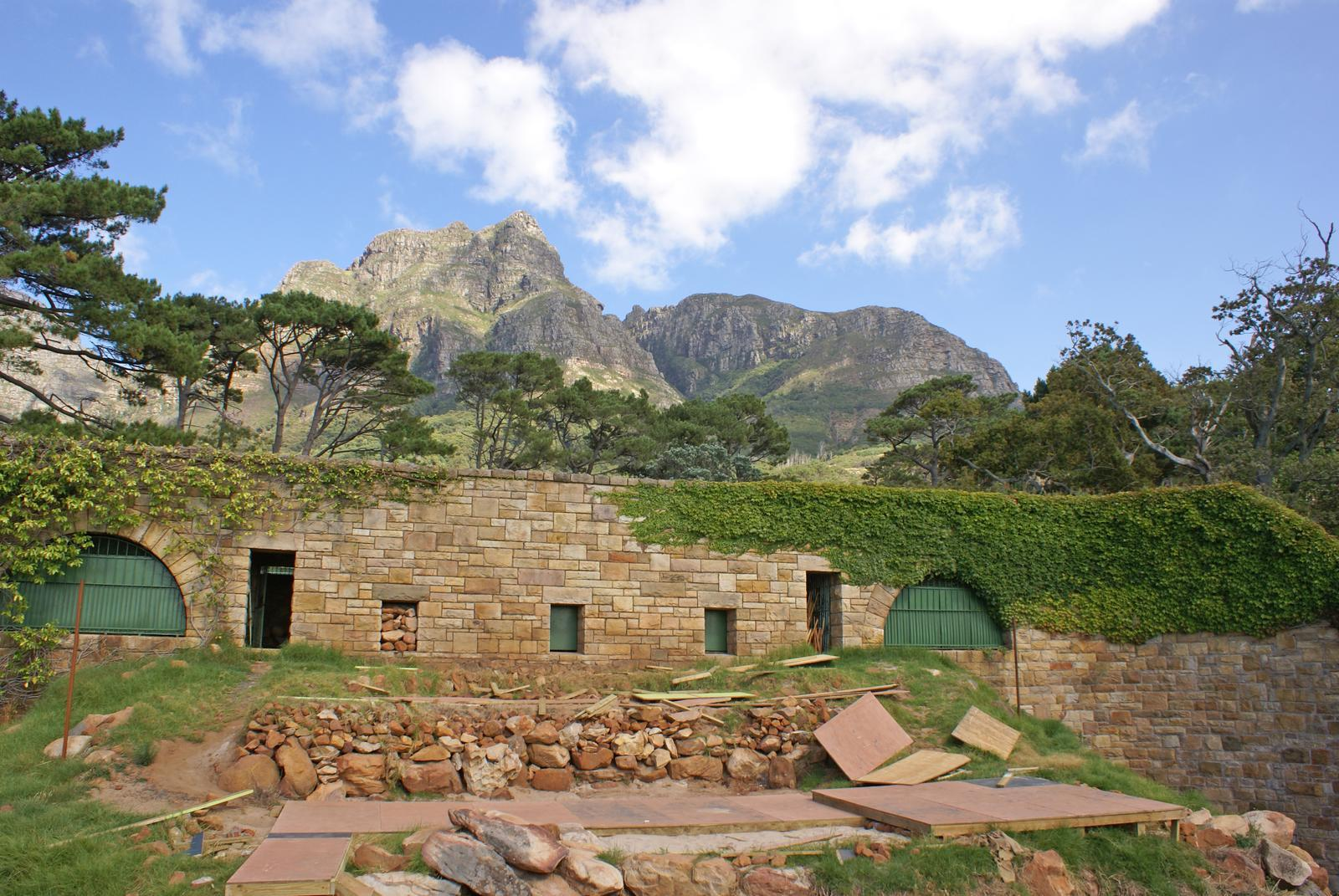
Restes du zoo privé de Cecil Rhodes.

Les jardins sont, à la demande de Rhodes, très colorés. Des massifs de roses, d'hortensias, de bougainvilliers et de fuchsias surmontent la maison. Un peu plus loin, sur les pentes du Devil's Peak, Rhodes garde des antilopes, des zèbres, des élands, des gnous et des autruches.
Rhodes est un hôte généreux. Il utilise sa résidence plus comme un quartier général politique et pour les affaires que comme sa demeure personnelle. Il donne ainsi des dîners et tient des réunions qui peuvent réunir jusqu'à cinquante personnes dans la galerie.
De 1910 à 1984, Groote Schuur est la résidence officielle, au Cap, des premiers ministres sud-africains puis est la résidence officielle des présidents Pieter Willem Botha et Frederik de Klerk. Le premier n'y résida cependant pas, préférant vivre à Westbrooke.
En mai 1956, Time magazine rend compte d'une « fête, tenue à Groote Schuur pour le Premier ministre nationaliste sud-africain Johannes Strydom, après qu'il eut gagné la campagne parlementaire lui permettant de continuer à assurer la suprématie blanche sur un pays composé de 2,6 millions de Blancs et de 10 millions de non-blancs. La fête était donnée par quelques jeunes nationalistes et leurs épouses, en son honneur. Ils avaient organisé une caravane de 130 véhicules qui s'était lentement dirigée vers Groote Schuur. Après avoir atteint la maison, ils se mirent à chanter de vieux chants de guerre boers, les Volksliederen (chants nationaux) du Transvaal et de l'Orange Free State. Un discours fut tenu par Mme. M.D.J. Koster, la seule femme membre du parlement : « Toutes les femmes blanches et toutes les mères blanches vous remercient du fond du cœur », à quoi Strydom répondit : « Nous ne devons jamais nous écarter de nos buts... La lutte doit continuer. » ».
C'est ici qu'est signé l'historique accord de Groote Schuur entre Nelson Mandela et Frederik de Klerk, alors président de l'Afrique du Sud, le 4 mai 1990. C'est un engagement réciproque à essayer de pacifier le climat de violence et d'intimidation et un engagement vers la stabilité et en faveur d'un processus de négociation apaisé. Un groupe de travail est créé, chargé d'examiner la possibilité d'accorder une immunité temporaire aux cadres de l'ANC, de définir comment traiter de la libération des prisonniers politiques et d'émettre des recommandations sur la notion d'infraction à caractère politique.
Sous Nelson Mandela, la résidence Genadendal (auparavant appelée Westbrooke) devient la résidence au Cap du président sud-africain. Groote Schuur est, de nos jours, un musée ouvert uniquement sur rendez-vous.